# Billie Dove
Billie Dove (14 de mayo de 1903 - 31 de diciembre de 1997) fue una actriz cinematográfica de nacionalidad estadounidense, activa en la época del cine mudo.

## Biografía
Su verdadero nombre era Bertha Bohny, y nació en Nueva York, siendo sus padres Charles Bohny y Bertha Kagl, inmigrantes suizos. En su adolescencia trabajó como modelo para ayudar al sostén de su familia, siendo contratada por Florenz Ziegfeld para actuar en su Ziegfeld Follies. En los iniciales años 1920 cambió legalmente su nombre por el de Lillian Bohny, mudándose a Hollywood, donde empezó a actuar en el cine mudo. Pronto llegó a ser una de las actrices más populares de la década, trabajando junto a Douglas Fairbanks en el film en Technicolor The Black Pirate (1926), y encarnando a Rodeo West en The Painted Angel (1929), siendo llamada The American Beauty, en referencia al título de una de sus películas, American Beauty (1927).
Dove se casó con el director de su séptima película, Irvin Willat, en 1923, divorciándose en 1929. Además de su vida matrimonial, Dove mantuvo un romance de tres años con Howard Hughes, aunque la relación finalizó antes de que llegaran a casarse. Hughes la eligió para actuar en dos películas producidas por él, Cock of the Air (1932) y The Age for Love (1931).
Tras rodar Blondie of the Follies (1932), Dove se retiró del cine para dedicarse a la familia, a pesar de que todavía era una actriz popular. En 1933 se casó con el empresario petrolífero Robert Kenaston, durando la unión 37 años, hasta la muerte de él, ocurrida en 1970; tuvieron un hijo y una hija adoptada. Más adelante tuvo un breve tercer matrimonio con un arquitecto, John Miller, que acabó en divorcio en la década de 1970.
Aparte de un breve cameo en Diamond Head (1963), Dove nunca volvió al cine. Además de su actividad cinematográfica, también fue piloto, poeta, y pintora. Sus últimos años de retiro los pasó en Rancho Mirage, hasta que finalmente fue a vivir al Motion Picture & Television Country House and Hospital de Woodland Hills (Los Ángeles), California, donde falleció en 1997 a causa de una neumonía. Fue enterrada en el Cementerio Forest Lawn Memorial Park de Glendale, California.
Por su actividad cinematográfica, a Dove se le concedió una estrella en el Paseo de la Fama de Hollywood, en el 6351 de Hollywood Boulevard.

## Filmografía completa

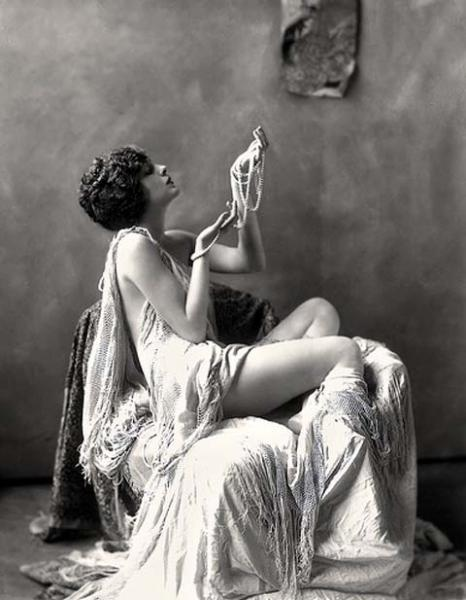
Dove fotografiada por Alfred Cheney Johnston hacia 1922

Dover en The Flapper, noviembre de 1922

- Get-Rich-Quick Wallingford, de Frank Borzage (1921), presumiblemente perdida
- At the Stage Door, de Christy Cabanne (1921), presumiblemente perdida
- Polly of the Follies, de John Emerson (1922), presumiblemente perdida
- Beyond the Rainbow, de Christy Cabanne (1922)
- Youth to Youth, de Emile Chautard (1922), presumiblemente perdida
- One Week of Love, de George Archainbaud (1922)
- All the Brothers Were Valiant, de Irvin Willat (1923),perdida
- Madness of Youth, de Jerome Storm (1923), presumiblemente perdida
- Soft Boiled, de John G. Blystone (1923)
- The Lone Star Ranger, de Lambert Hillyer (1923), presumiblemente perdida
- The Thrill Chaser, de Edward Sedgwick (1923)
- Wanderer of the Wasteland, de Irvin Willat (1924), perdida
- On Time, de Henry Lehrman (1924), presumiblemente perdida
- Try and Get It, de Cullen Tate (1924), presumiblemente perdida
- Yankee Madness, de Charles R. Seeling (1924), presumiblemente perdida
- The Roughneck, de Jack Conway (1924), presumiblemente perdida
- Folly of Vanity, de Maurice Elvey y Henry Otto (1924)
- The Air Mail, de Irvin Willat (1925)
- The Light of Western Stars, de William K. Howard (1925), perdida
- Wild Horse Mesa, de George B. Seitz (1925)
- The Lucky Horseshoe, de John G. Blystone (1925), presumiblemente perdida
- The Fighting Heart, de John Ford (1925), perdida
- The Ancient Highway, de Irvin Willat (1925), perdida
- The black pirate, de Albert Parker (1926)
- The Lone Wolf Returns, de Ralph Ince (1926)
- The Marriage Clause, de Lois Weber (1926)
- Kid Boots, de Frank Tuttle (1926)
- An Affair of the Follies, de Millard Webb (1927), perdida
- Sensation Seekers, de Lois Weber (1927)
- The Tender Hour, de George Fitzmaurice (1927)
- The Stolen Bride, de Alexander Korda (1927)
- The American Beauty, de Richard Wallace (1927), perdida
- The Love Mart, de George Fitzmaurice (1927), perdida
- The Heart of a Follies Girl, de John Francis Dillon (1928), presumiblemente perdida
- Yellow Lily, de Alexander Korda (1928)
- Night Watch, de Alexander Korda (1928)
- Adoration, de Frank Lloyd (1928)
- Careers, de John Francis Dillon (1929)
- The Man and the Moment, de George Fitzmaurice (1929), perdida
- Her Private Life, de Alexander Korda (1929), perdida
- The Painted Angel, de Millard Webb (1929), perdida
- The Other Tomorrow, de Lloyd Bacon (1930), perdida
- A Notorious Affair, de Lloyd Bacon (1930)
- Sweethearts and Wives, de Clarence G. Badger (1930)
- One Night at Susie's, de John Francis Dillon (1930)
- The Lady Who Dared, de William Beaudine (1931)
- The Age for Love, de Frank Lloyd (1931), perdida
- Cock of the Air, de Tom Buckingham (1932)
- Blondie of the Follies, de Edmund Goulding (1932)
- Diamond Head, de Guy Green (1963), Cameo